# シャイダ・モハマド・アブダリ
シャイダ・モハマド・アブダリ（パシュトー語: شیدا محمد ابدالی、英語: Shaida Mohammad Abdali、1978年11月8日 - ）は、駐日アフガニスタン大使である。以前は2012年から2018年まで在インドアフガニスタン大使を務めていた。

## 生い立ちと教育
アブダリは1978年11月8日にカンダハールで生まれた。
彼は国防総合大学（NDU）で戦略的安全保障学の修士号を、ジャワハルラール・ネルー大学で博士号を取得している。

## 経歴
アブダリは、ニューデリー常駐の在インドアフガニスタン大使兼非常駐の在ブータン大使、在モルディブ大使、在ネパール大使であった。その後、彼はハーミド・カルザイ大統領の指名により、国家安全保障副顧問および元アフガニスタン大統領特別補佐官を務めた。アブダリ大使は、国家安全保障問題について大統領に政策および監督上の助言を提供した。このようにして、彼はアフガニスタンの政治に全面的に参与していた。
2021年1月、アブダリは駐日アフガニスタン大使に任命された。彼は約4ヶ月もの間、信任状の捧呈ができないまま次期大使として東京に駐在していた。特に日本国政府が4月25日に皇居を含む同国の首都である東京を新型コロナウイルス感染症緊急事態宣言下に置くなど、日本で新型コロナウイルスの顕著な感染拡大が発生したためである。最終的に、アブダリは5月27日に皇居で今上天皇に信任状を捧呈した。
2021年8月に本国でターリバーンが権力を掌握してアシュラフ・ガニー大統領が逃亡し、ターリバーンが暫定政権を樹立したため、アブダリ大使の給料を含むアフガニスタン本国から駐日大使館への送金が停止されたが、ターリバーンの出先機関ではなくアフガニスタン全体を代表する大使として彼は引き続き日本に駐在している。

## 私生活
彼は既婚者で、4人の子供がいる。

## 著作
- Afghanistan Pakistan India: A Paradigm Shift (July 2016), Pentagon Press, ISBN 978-8182749030